# Теодор Гуменюк
Теодор Гуменюк (Гуменюк Теодор Микитович, англ. Teodor Humeniuk, псевдонім — Федь Микитенко; 27 листопада 1891, село Поточище, повіт Городенка, Галичина, Австро-Угорщина (нині Івано-Франківська область, Україна) — 4 березня 1978, Торонто, Канада) — адвокат, громадський діяч, український меценат, голова торонтського відділу КУК — Конґрес Українців Канади, співзасновник «Видавничої фундації ім. Івана та Теодора Гуменюків», автор статей та поезій, багатолітній голова Української Катедральної Православної Громади св. Володимира в Торонто, почесний голова Українського народного дому в Торонто.

## Життєпис

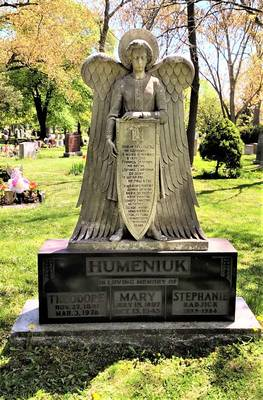
м. Торонто, 1450 St Clair Avenue West Toronto, Toronto Municipality, Ontario, M6E 1C6 Canada (м. Торонто, цвинтар Проспект)

Теодор (Федір) Микитович Гуменюк народився в сім'ї селянина Микити Гуменюка та Анни Кузик в селі Поточиське (Potoczyske, Potoczyska, сучасне Поточище). Закінчив народну школу. Старші брати по батькові Яків та Юрій з 1900 по 1914 роки тричі їздили до Канади на заробітки, з ними в 1906 р. туди ж переїхав Іван, брат Теодора.
1908 року Теодор, у віці 17 років, приїхав до Канади, оселився у брата Івана в Форт-Вільямі (сучасний Тандер-Бей).
Працював на ливарні, керував крамницею споживчих товарів, заснованою братом Іваном. Навчався на вечірніх курсах, 1914 закінчив публічну школу, студіював у Веслі-Коледжі у Вінніпезі, далі — на правничих студіях Оскуд-Гал в Торонто, які закінчив 1923 року.
Один з перших адвокатів українського походження на сході Канади. Протягом 42 років вів адвокатську практику (до 1965 року), іменований Королівським радником (1953). Очолював торонтський відділ КУК — Конґрес Українців Канади.
11 років керував Українською катедральною православною громадою св. Володимира в Торонто. Два роки керував був керівником Союзу українських самостійників (СУС). Був почесним голова Українського народного дому в Торонто. Член-співзасновник «Взаємної помочі», Товариства Сприяння УНР. Член Правничої Асоціації юристів провінції Онтаріо.
Один з засновників Фундації Союзу українців самостійників, 1969 року передав фундації пожертву на суму 50 тис. доларів.
1974 р. з братом Іваном заснував «Видавничу фундацію ім. Івана та Теодора Гуменюків», з закладовим капіталом в 20 000 доларів. Першим виданням стала «Історія України» Дорошенка англійською мовою..

## Праці
Автор віршованих і коротких прозових творів, що друкувались в українських часописах в Канаді, зокрема, в газеті «Український голос»:
- Віршована сатира «Про що в Кремлі призабули»(Торонто, 1946).
- «Конгресові присвята» (1967)
- «Пам'яті поета Євгена Маланюка» (1968)
- «Один день в рік посту — для нас духом росту» (1969)

## Нагороди
- Шевченківська медаль (Канада) (1968)
- Почесна грамота Конґресу Українців Канади (1968)